# 스파게티 웨스턴
스파게티 웨스턴(영어: Spaghetti Western) 또는 이탤리언 웨스턴(영어: Italian Western)은 1960년대 중반부터 1970년대 중반까지 유행했던 서부 영화의 한 장르이다. 내용상 기존의 서부극과는 달리 선과 악의 구분이 분명하지 않고 반영웅적인 주인공이 등장하며, 스토리 전개가 빠르다. 대사와 장면이 절제되고, 액션 장면이 구성 요소에서 중요한 비중을 차지하고 있는 것이 특징이다. 지리적 배경도 애리조나주, 뉴멕시코주, 텍사스주 등 미국 서부를 무대로 하지만 실제로는 대부분의 장면이 이탈리아나 스페인에서 촬영되었으며 아르헨티나, 남아프리카 공화국 등에서도 촬영하였다. 인디언 부족도 등장하지 않는다. 원래는 이탈리아어로 녹음했고, 할리우드 영화에 비해 저예산으로 빠른 시간 내에 촬영되었다. 폭력 장면이 많이 나오는 등 자극적이어서 비판을 받았으나, 몇몇 영화들이 인기를 끌게 되고, 이후 독자적인 작품성을 인정 받게 되었다. 대체로 이탈리아 혹은 이탈리아-스페인 합작으로 제작되어, 이탈리아의 대표적인 음식인 스파게티로부터 ‘스파게티 웨스턴’이라 불리게 되었고, 일본을 중심으로 마카로니 웨스턴(일본어: マカロニ·ウェスタン)이라는 명칭도 사용되었다. ‘마카로니 웨스턴’은 일본의 영화 평론가인 요도가와 나가하루(淀川長治)의 표현에서 비롯되었으며, 한국 영화계에서 이를 그대로 수용하여 한동안 사용되기도 했다.

## 역사

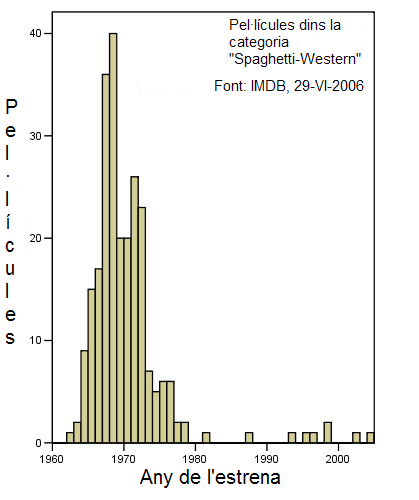
스파게티 웨스턴 영화의 제작
빈도수를 연도별로 나타낸 도표.

1950년대 말 이탈리아의 영화계는 할리우드 종교 영화의 붐이 끝나자 위기를 맞게 되었고, 이에 대한 새로운 돌파구로서 서부극을 만들게 된다. 1964년 6월 《벤허》의 조감독이었던 세르조 레오네가 《황야의 무법자》를 발표하였다. 이 영화는 전 세계적으로 큰 인기를 끌게 되었고 이후 60년대의 새로운 서부극 유행의 시초가 되었다.

## 작품 정보
대표적인 감독으로는 세르조 레오네, 대표적인 음악가로는 엔니오 모리코네를 들 수 있다. 촬영지로는 스페인의 알메리아가 각광받았으며, 리 밴클리프, 클린트 이스트우드, 테런스 힐, 프랑코 네로 등이 주요 배우로 알려져 있다.

### 대표작
스파게티 웨스턴의 대표작은 다음과 같다.
- 《황야의 무법자》(A Fistful of Dollars)(1964): 세르조 레오네 감독, 클린트 이스트우드 주연, 엔니오 모리코네 음악
- 《석양의 건맨》(For a Few Dollars More)(1965): 세르조 레오네 감독, 클린트 이스트우드 주연, 엔니오 모리코네 음악
- 《석양의 무법자》(The Good, the Bad and the Ugly)(1966): 세르조 레오네 감독, 클린트 이스트우드/리 밴클리프/일라이 왈릭 주연, 엔니오 모리코네 음악
- 《나바호 조》(Navajo Joe)(1966): 세르조 코르부치 감독, 버트 레이놀즈 주연, 엔니오 모리코네 음악
- 《쟝고》(Django)(1966): 세르조 코르부치 감독, 프랑코 네로 주연, 루이스 바칼로프 음악
- 《웨스턴》(Once Upon a Time in the West)(1969): 세르조 레오네 감독, 헨리 폰다/찰스 브론슨 주연, 엔니오 모리코네 음악
- 《사바타》(Sabatha)(1969): 지안프란코 파롤리니 감독, 리 밴클리프/윌리엄 버거/린다 베라스 주연, 마르첼로 지옴비니 음악
- 《석양의 갱들》(A Fistful of Dynamite)(1971), 세르조 레오네 감독, 제임스 코번/로드 스타이거/로몰로 발리 주연, 엔니오 모리코네 음악
- 《내 이름은 튜니티》(They Call Me Trinity)(1971), 엔초 바르보니 감독, 테런스 힐/버드 스펜서 주연, 프랑코 미칼리치 음악
- 《무숙자》(My Name Is Nobody)(1974), 토니노 발레리 감독, 헨리 폰다/테런스 힐 주연, 엔니오 모리코네 음악

## 같이 보기
- 만주 웨스턴
- 이탈리아 영화(영어판)
  - 코메디아 섹시 알이탈리아나(영어판) - 이탈리아식 섹시 코미디 장르로서 1960년대에서 1980년대까지 유행
    - 피체라스 영화(en:Mexican sex comedy, Ficheras film) - 이탈리아 섹시 코미디의 영향으로 1970년대와 1980년대에 멕시코 영화계에서 유행

  - 폴리치오테치(영어판)